# 山内龍雄芸術館
山内龍雄芸術館（やまうちたつおげいじゅつかん）は、神奈川県藤沢市羽鳥5-8-31にある画家山内龍雄の作品常設展示施設。
山内龍雄を生涯支えてきた画商の須藤一實によって、2016年4月16日に開館した。

## 利用情報
- 入館料 - 大人500円　学生(大学生、専門学校生)250円
- 開館時間 - 12:00 - 17:00
- 休館日 - 火、水、木曜日、12月25日～1月10日(冬期休み)　8月1日～20日(夏期休み)

## アクセス
- JR東海道線・小田急江ノ島線・江ノ島電鉄線「藤沢駅」北口下車。ビックカメラ前7番乗場からバスで15分。
- 神奈川中央バス　02、03系統「上村経由高山車庫行」乗車、「NOK前」下車すぐ。